# Volgas handelsrutt

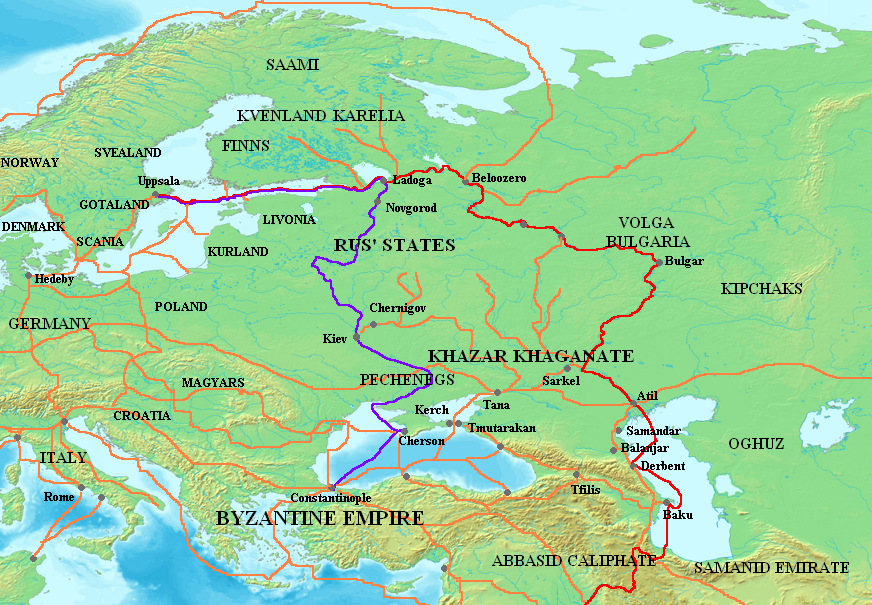
Nordbornas farleder i österled:
Vägen från varjagerna till grekerna
Volgas handelsrutt

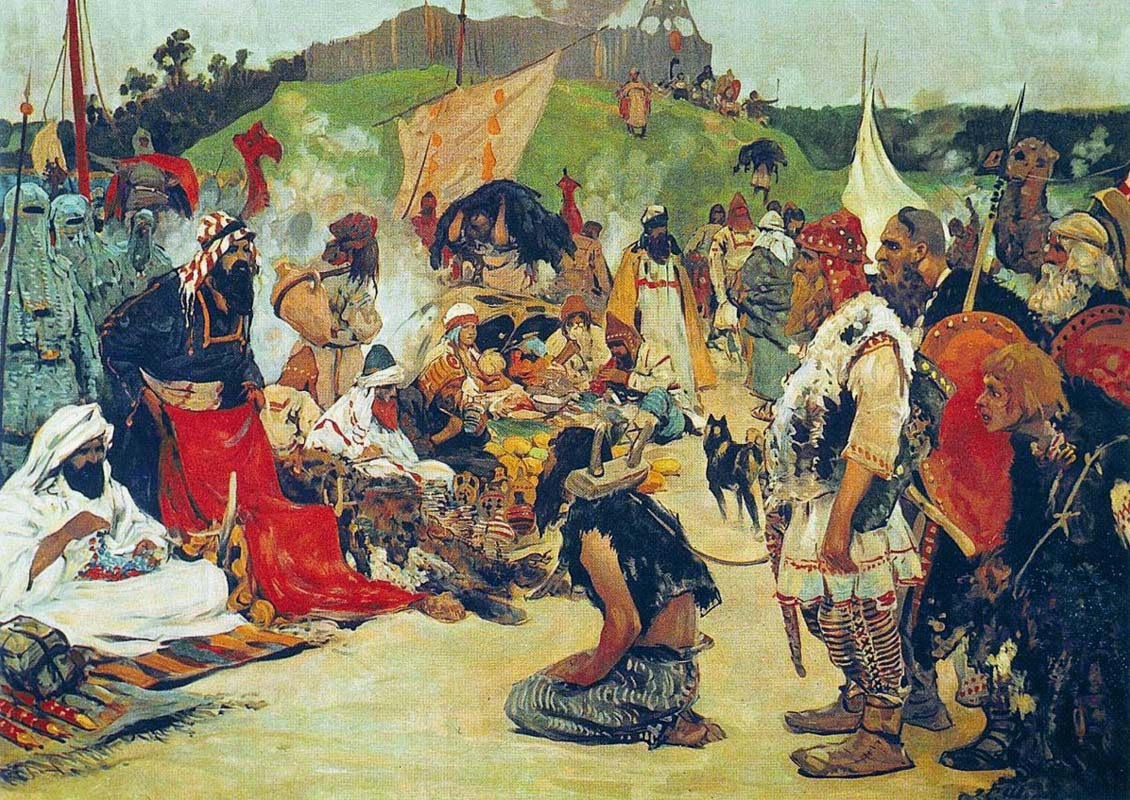
S. V. Ivanov. Trade negotiations in the country of Eastern Slavs. Pictures of Russian history. (1909)

Volgas handelsrutt var en handelsled i österled som gick mellan Skandinavien ned längst nordvästra Ryssland till Mellanöstern via Volgafloden och det Kaspiska havet under vikingatiden.
Vikingarna i Rus använde denna led för att bedriva handel med det muslimska Mellanöstern via den södra stranden i Kaspiska havet i Abbasidkalifatet, en led som i sin tur fortsatte ned till Bagdad, kalifatets huvudstad. 
De dåvarande Volgabulgarerna längs floden handlade med vikingarna (svenskar, norrmän och danskar) och ugrierna i norr, och med det Bysantinska riket i sydväst (specifikt kallad Dnieper-rutten) och det muslimska Abbasidkalifatet i söder. Handelsrutten var en av världens viktigaste under sin tid: den uppkom när vikingarna koloniserade Ryssland under 800-talet, och försvann under 1100-talet.  
Vikingarna handlade här främst med europeiska slavar, saqaliba, som såldes söderut till slavhandeln på Svarta havet till Bysans, och sydöst till Abbasiderkalifatet via Samanidernas slavhandel. Ugrierna handlade främst med pälsverk. Muslimerna från söder sålde i sin tur olika typer av lyxvaror, som siden: schackpjäserna tros ha nått Europa därifrån.
De personer som tillfångatogs av vikingarna under deras räder i Västeuropa, som Irland, transporterades till Haithabu eller till Brännö vid Göta älv, och därifrån över Östersjön vidare via Volgas handelsrutt till Ryssland, där slavarna såldes till muslimska köpmän i utbyte mot de silver dirham och siden som har återfunnits i Birka, Wollin och Dublin; under 700- och 800-talen gick slavhandeln mellan vikingarna och den muslimska världen främst via Khazarriket, men från cirka 900 och framåt gick den genom via Volgabulgariska riket, varifrån slavarna transporterades via Khwarizm till  Samanidernas slavmarknad i Bukhara i Centralasien och därifrån vidare till slaveri i Abbasidkalifatet i Mellanöstern.